# حكومة الجمهورية العربية الصحراوية الديمقراطية
حكومة الجمهورية العربية الصحراوية الديمقراطية، هي من أهم الأطراف في السلطة التنفيذية الجمهورية العربية الصحراوية الديمقراطية. تضبط الحكومة السياسة العامة للدولة، ويقودها الوزير الأول في الصحراء الغربية حسب دستور الجمهورية العربية الصحراوية الديمقراطية،تتكون من حوالي أربعين وزارة ووزير دولة وكاتب دولة ووزارة منتدبة تخضع الحكومة للتعيين من قبل رئيس الجمهورية.